# Csendélet gyümölcstállal (Cezanne-kép)
A Csendélet gyümölcstállal (Nature morte au compotier) Paul Cezanne festménye.
A csendélet Cezanne egyik kedvenc műfaja volt, a francia posztimpresszionista alkotó mintegy kétszáz ilyen jellegű képet készített négy évtizedes pályafutása alatt. A Csendélet gyümölcstállal 1879-1880-ban készült olajfestékkel vászonra. Mérete 46,4 × 54,6 centiméter, a New York-i Modern Művészeti Múzeum gyűjteményének része.
Cezanne keskeny, zsúfolt térbe helyezte a fehér tálat, a gyűrt asztalkendőt, a gyümölcsöket, a vizes poharat és a kést. Az alkotás 1880 körül került Paul Gauguin tulajdonába, aki gyűjteménye egyik legértékesebb darabjaként tekintett rá, és csak akkor vált meg tőle, amikor pénzre volt szüksége orvosi kezelésére. A MoMA David Rockefeller és felesége adományaként jutott a képhez.